# Augisey
Augisey – miejscowość i gmina we Francji, w regionie Burgundia-Franche-Comté, w departamencie Jura.
Według danych na rok 1990 gminę zamieszkiwało 186 osób, a gęstość zaludnienia wynosiła 20 osób/km² (wśród 1786 gmin Franche-Comté Augisey plasuje się na 559. miejscu pod względem liczby ludności, natomiast pod względem powierzchni na miejscu 477.).